# Воден (резерват)
Вижте пояснителната страница за други значения на Воден.
Воден е резерват в Лудогорието, намиращ се на 36 км от Разград.
В средата на гората е селището Воден, образувано от няколко къщи, разположени до бившия турски манастир „Теке Юсеин баба“ и до някогашния сарай на пашата.

## Флора и фауна
Воденската гора е благоприятна за развитието на богата фауна и има много добра хранителна база за развъждане на дивеч.
В рамките на резервата има благородни елени, сърни, елен лопатар, муфлони, дива свиня, зубри, вълци, чакали.